# The Return of Swamp Thing
The Return of Swamp Thing (Creatura din mlaștină se întoarce) este un film american din 1989 cu supereroi de groază regizat de Jim Wynorski. Rolurile principale au fost interpretate de actorii Louis Jourdan, Heather Locklear și Sarah Douglas. Este continuarea filmului Creatura din mlaștină (Swamp Thing) din 1982 regizat de Wes Craven. Ca și predecesorul său, este bazat pe eroul de benzi desenate Swamp Thing (Creatura din mlaștină) care a fost creat de Len Wein și Bernie Wrightson și publicat de DC Comics.
În 1990, Heather Locklear a primit Zmeura de Aur pentru cea mai proastă actriță pentru rolul din acest film.

## Distribuție
- Louis Jourdan - Anton Arcane
- Heather Locklear - Abby Arcane
- Sarah Douglas - Dr. Lana Zurrell
- Dick Durock - Alec Holland / Swamp Thing
- Ace Mask - Dr. Rochelle
- Monique Gabrielle - Miss Poinsettia
- Daniel Emery Taylor - Darryl
- Joey Sagal - Gunn
- RonReaco Lee - Omar
- Frank Welker - vocea papagalului Gigi și efectele vocale ale creaturii din mlaștină